# Sony Dwi Kuncoro
Sony Dwi Kuncoro (Surabaya, 7 de julio de 1984) es un deportista indonesio que compitió en bádminton, en la modalidad individual.
Participó en dos Juegos Olímpicos de Verano en los años 2004 y 2008, obteniendo una medalla de bronce en Atenas 2004 en la prueba individual. Ganó dos medallas en el Campeonato Mundial de Bádminton, en los años 2007 y 2009.

## Palmarés internacional
| Juegos Olímpicos   | Juegos Olímpicos       | Juegos Olímpicos  | Juegos Olímpicos |
| Año                | Lugar                  | Medalla           | Prueba           |
| ------------------ | ---------------------- | ----------------- | ---------------- |
| 2004               | Atenas (Grecia)        | Medalla de bronce | Individual       |
| Campeonato Mundial |                        |                   |                  |
| Año                | Lugar                  | Medalla           | Prueba           |
| 2007               | Kuala Lumpur (Malasia) | Medalla de plata  | Individual       |
| 2009               | Hyderabad (India)      | Medalla de bronce | Individual       |